# Peter Schaumann
Peter Schaumann (* 16. April 1954 in Hamburg)  ist ein deutscher Bauingenieur (Stahlbau) und Hochschullehrer an der Gottfried Wilhelm Leibniz Universität Hannover.
Schaumann ging auf das Gymnasium in Unna (Abitur 1972) und studierte von 1972 bis zum Diplom 1977 Bauingenieurwesen mit Vertiefung Stahlbau an der Ruhr-Universität Bochum. Dort war er bis 1984 wissenschaftlicher Mitarbeiter am Lehrstuhl für Stahlbau bei Karlheinz Roik und promovierte bei diesem 1984 (Dissertation: Zur Berechnung stählerner Bauteile und Rahmentragwerke unter Brandbeanspruchung). Außerdem erhielt er eine Schweißingenieurfachausbildung an der Schweißtechnischen Lehr- und Versuchsanstalt Duisburg (1989). 1984 bis 1986 war er am Krupp-Forschungsinstitut, Sachgebietsleiter Abteilung Bauwesen,  und ab 1987 im Ingenieurbüro HRA (Haensel-Roik-Albrecht) in Bochum, wo er auch Partner wurde und 1992 Geschäftsführer der HRA Ingenieurgesellschaft. 1996 wurde er Professor an der Universität Hannover. 2009 gründete er ein eigenes Ingenieurbüro SKI Ingenieurgesellschaft. Seit 1999 ist er im Senat der Universität Hannover.
Er befasste sich besonders mit Brandschutz und in jüngster Zeit besonders mit Tragstrukturen für Windenergieanlagen. 2010 wurde er Standortleiter Tragstrukturen am Fraunhofer-Institut für Windenergie und Energiesystemtechnik (IWES).
Seit 2004 ist er Mitglied des DASt und ist dort seit 1999 Vorsitzender des Richtlinienausschusses Brandschutz und seit 1998 im TC 3 (Brandschutz) des ECCS. Seit 2002 ist er im Sachverständigenausschuss Brandverhalten von Bauteilen des Deutschen Instituts für Bautechnik. 2003 wurde er stellvertretender Aufsichtsratsvorsitzender der SIAG AG, eines Stahlzulieferers für Windenergieanlagen.